# بيكاري تشاكواني
البيكاري التشاكواني أو بقري الشاكو أو بيكاري غران تشاكو (الاسم العلمي: Catagonus wagneri) نوع من البيكارية وجد في سهل غران تشاكو في باراغواي وبوليفيا والأرجنتين. يوجد منه حوالي 3000 فرد ويعتقد أنه أقرب نوع لجنس Platygonus المنقرض.